# Festival Internacional de Cinema Eròtic de Barcelona
El Festival Internacional de Cinema Eròtic de Barcelona o FICEB és un festival anual de cinema pornogràfic espanyol amb lliurament de premis. És el festival de cinema per a adults més antic d'Europa. Des de 2010 se'l coneix com a Saló Eròtic de Barcelona.

## Història
L'esdeveniment data del 1992. Des de 1997 se celebra al centre de convencions La Farga, a l'Hospitalet de Llobregat, (Barcelona). El 2005, l'esdeveniment va ser reconegut pel govern de Catalunya, però el 2006, el govern municipal de l'Hospitalet va votar polèmicament no renovar el contracte del festival, exigint-lo que busqués una nova ubicació (Madrid) per al 2007–2008. La FICEB es va traslladar a Madrid el 2008 i es va celebrar a la Sala Fabrik.
En comparació amb l'anàleg festival de cinema Hot d'Or de Canes, el festival de Barcelona és considerat menys exclusiu i més ampli. A més de premis de pel·lícules i aparicions d'estrellas, els cinc dies de FICEB inclouen centenars de striptease en viu i sex show en viu, així com un show de llenceria i una fira de productes sexuals amb joguines per a adults. L'esdeveniment existeix, en part, per promoure la indústria del sexe a Espanya promovent la producció nacional de pel·lícules per a adults i organitzant fòrums de discussió. Unes 50.000 persones o més van assistir al festival els anys 2005, 2006 i 2007. El FICEB ha servit pel llançament i promoció d'actors, actrius i directors del sector com Sophie Evans, Celia Blanco, Nacho Vidal, Max Cortés, Sara Bernat, i Toni Ribas.
El Festival Eròtic de Mèxic compta amb el suport del mateix grup responsable del Festival Internacional de Cinema Eròtic de Barcelona.
El FICEB 2009 va ser ajornat al no rebre cap mena de subvenció en plena crisi i no poder assegurar una logística i organització com a la Farga. El 2010, amb Max Cortés i Sophie Evans com a portaveus, fou rebatejat com a Saló Eròtic de Barcelona i celebrat a Fira de Cornellà. Aquest cop no es van entregar premis però sí espectacles en viu, projeccions, càstings, concursos i trobades de productores, artistes, webmasters, bloguers i sex-shops. També es van establir cinc àrees temàtiques: EnClaveGay, Dones, Swinger, BDSM i Art. Les edicions del SBE de 2011 i 2012 també es van dur a terme a Fira Cornellà, organitzades pel FICEB, amb més de 1.500 espectacles i uns 15.000 visitants, però tampoc es van atorgar premis. A l'edició de 2012 fins i tot hi actuà La Fura dels Baus.
L'edició de 2013, també a Fira Cornellà, va retre homenatge als 30 anys d'història del cinema porno espanyol projectant en sessió contínua dotze pel·lícules d'entre 1986 i el 2000 a l'última Sala X que es mantenia oberta a Barcelona, al número 17 de la Rambla.
L'edició del 2014 es va celebrar al Pavelló Municipal d'Esports de la Vall d'Hebron del 5 al 8 d'octubre, i el van visitar 17.000 persones i més de 300 artistes, es van fer més e 1.900 espectacles en directe als 16 escenaris del Saló, ofertes d'àrees temàtiques específiques (continguts exclusius per dones, LGTB, swingers o BDSM), alhora que s'entregaren novament els Premis Ninfa. El Saló Eròtic de Barcelona Apricots 2015 es va celebrar novament a la Vall d'Hebron de l'1 al 4 d'octubre de 2015. Fou patrocinada per la cadena de prostíbuls Apricots. Hi van acudir uns 20.000 visitants, amb 2.000 espectacles i 200 artistes. Entre les novetats exhibides hi havia espais dedicats al sexe tàntric i al fetitxisme del peu, un concurs de striptease i poledancing i un taller de pintura corporal. Fou encoratjat amb un vídeo-manifest de l'actor Nacho Vidal.
L'edició de 2016 fou anunciada amb un vídeo promocional, Patria, que esdevingué viral i fou vist per 1.200.000 persones en 25 hores. Novament fou patrocinada per Apricots i se celebrà al Pavelló de la Vall d'Hebron del 6 al 9 d'octubre. La UGT de Catalunya va denunciar l'organització davant la Inspecció de Treball per utilitzar "voluntaris" per cobrir llocs de treball. Tot i això, fou un gran èxit amb 2.000 actuacions i més de 26.000 visitants, d'ells uns 4.000 a les anomenades "Aules de Sexe".
L'edició de 2017 es va celebrar novament al Pavelló de la Vall d'Hebron del 5 al 8 d'octubre. Aquesta edició celebrava el 25è aniversari de l'esdeveniment i el seu cartell promocional, titulat Normal, va encetar una certa polèmica en condemnar "qualsevol acció repressora" a les vespres de l'1 d'octubre. En aquesta edició, en coordinació amb la fundació Vicki Bernardet, es va sumar a la campanya contra els abusos sexuals a menors. En total el van visitar 27.000 espectadors, un nou rècord, i va comptar amb una actuació en directe de Leticia Sabater i la presència de la directora Aran Aznar, neboda de José María Aznar.
L'edició del 2018 (la 26na) es va presentar com una edició renovada, marcada per un major compromís amb la divulgació sexual, més respectuós amb la diversitat d'identitats de gènere i d'orientacions sexuals. El seu vídeo de promoció es va fer viral en atacar el porno masclista i als jutges del cas de La Manada. Es va celebrar novament al Pavelló de la Vall d'Hebron del 4 al 7 d'octubre i hi foren prohibits els pals selfies per evitar que alguns visitants es fessin fotos i vídeos enganxats als genitals dels actors. El nombre de visitants arribà als 30.000, amb un augment de les dones i les parelles.
L'edició de 2019 es va celebrar del 3 al 6 d'octubre al Pavelló Olímpic Vall d'Hebron i va continuar amb el canvi de tendència. Es va promocionar amb un vídeo, "Aprender" on qüestiona l'educació masclista. L'organització hi va prohibir les càmeres, els selfis als 'xous' de sexe i treu les productores de porno per a obrir-se a públics "no heterosexuals, de mitjana edat i cisgènere" de caràcter més didàctic. Fins i tot es van establir cinc microteatres on es van representar obres com Sex Mirror, on es representa si una violació és evitable. El nombre de visitants, uns 25.000 segons els organitzadors, fou una mica inferior a la d'anys anteriors.

## Premis FICEB
El FICEB té tres premis per a diferents categories de pel·lícules pornogràfiques, el Ninfa (on hi ha unes vint-i-vuit categories) per pornografia heterosexual, el HeatGay per pornografia gai i el Tacón de Aguja per pel·lícules de BDSM i fetitxisme sexual. L'any 2002 va ser el primer any amb un "Concurs de curtmetratges X" a la FICEB, on el guanyador d'aquest concurs va ser dotat amb 2.400 euros i el segon lloc va ser guardonat amb 1.200 euros.
A continuació, es mostra una llista dels guanyadors a les categories principals només per als premis Nimfa. Podeu trobar una llista més completa dels guanyadors a través dels enllaços externs que es mostren a continuació.

### Guanyadors dels premis Ninfa 2000-2004
|                                        | 2000                                               | 2001                                     | 2002                           | 2003                               | 2004                                                                 |
| Millor pel·lícula                      | Stavros                                            | LA PROVOCACIÓN                           | Fade to Black                  | La Dolce Vita                      | Compulsión                                                           |
| Millor pel·lícula 100% sexe            | Dirty Anal Kelly in Rome                           | Orgínas Vikingas                         | Ass Collector                  | Back 2 Evil                        | Rocco meats Suzie                                                    |
| Millor pel·lícula espanyola            | Bulls and Milk                                     | Gothix                                   | Fausto                         | Hot Rats                           | Crazy Bullets                                                        |
| Millor pel·lícula espanyola 100% sexe  |                                                    |                                          | Caníbales sexuales             | Caníbales sexuales                 | Serial Fucker 5                                                      |
| Millor director                        | Alain Payet - La Fête à Gigi                       | Mario Salieri - Divina                   | Rocco Siffredi - Ass Collector | Thomas Zupko - Jugando a médicos   | Axel Braun - Compulsión                                              |
| Millor director espanyol               | Narcís Bosch - Bulls and Milk                      | José María Ponce Berenguer - Gothix      | Narcís Bosch - Psycho Sex      | Narcís Bosch - Hot Rats            | Narcís Bosch - Crazy Bullets                                         |
| Millor actor                           | Nacho Vidal - Buttman's Anal Divas                 | Nacho Vidal - Face dance obsession       | Rocco Siffredi - Ass Collector | Nacho Vidal - Back 2 Evil          | Ron Jeremy - The Magic Sex Genie                                     |
| Millor actriu                          | Laura Angel - Alexia and CIA                       | Sophie Evans - Virtualia The Series      | Laura Angel - Angelmania       | Belladonna - The Fashionistas      | Katsumi - PokerWom                                                   |
| Millor actor espanyol                  | Max Cortés - 6 Culos Vírgenes En Las Garras De Max | Max Cortés - Perras Amaestradas          | Max Cortés - Sex Maniaco       | Max Cortés - Teorema X             | Ramón Guevara - 616DF - El Diablo español vs las luchadoras del este |
| Millor actriu espanyola                | Sara Bernat - Vivir Follando                       | Carmen - Sex Meat                        | Celia Blanco - Delirio y Carne | Bibian Norai - The Fetish Garden   | Claudia Claire - Fantasías de una sexóloga                           |
| Millor actor de repartiment            | Holly One - Bulls and Milk                         | Steve Holmes - Eternal Love              | Denis Marti - Sex Maniaco      | Francesco Malcom - La Dolce Vita   | Roberto Malone - La cripta de los culos                              |
| Millor actriu de repartiment           | Julia Taylor- Stavros                              | Monica Sweetheart - Face dance obsession | Rita Faltoyano - Fausto        | Michelle Wild - Hot Rats           | Dora Venter - La Memoria de los peces                                |
| Millor actor de repartiment espanyol   |                                                    |                                          |                                |                                    | Andrea Moranty - Sex Reality                                         |
| Millor actriu de repartiment espanyola |                                                    |                                          |                                |                                    | Carmen - Crazy Bullets                                               |
| Millor Starlette                       | Karma - Euro Hard Ball 7                           | Jessica May - Perras Amaestradas         | Katsumi - L'Affaire Katsumi    | Cristina Bella - The Fetish Garden | Anastasia Mayo                                                       |
| (Públic) Millor actor                  |                                                    | Toni Ribas                               | Nacho Vidal                    | Roberto Malone                     | Francesco Malcom                                                     |
| (Públic) Millor actriu                 |                                                    | Tavalia Griffin                          | Ovidie                         | Sophie Evans                       | Silvia Saint                                                         |
| (Public) Millor director               |                                                    | Conrad Son                               | Alain Payet                    | Max Hardcore                       | Bibian Norai                                                         |
| (Públic) Carrera vital                 | Luca Damiano                                       | Marc Dorcel                              | Roberto Malone                 | John Stagliano                     | Pierre Woodman                                                       |

### Guanyadors dels premis Ninfa 2005-2008
|                                        | 2005                                                          | 2006                                         | 2007                                         | 2008                              |
| Millor pel·lícula                      | Who fucked Rocco?                                             | Dark Angels 2                                | Fashionistas Safado                          | Casino - No Limit                 |
| Millor pel·lícula 100% sexe            | Wet Dreams                                                    | Fuck Me                                      | Backstage                                    | Eskade the Submission             |
| Millor pel·lícula espanyola            | A través de la ventana                                        | The Gift                                     | Mi Padre De Giancarlo Candiano               | The Resolution                    |

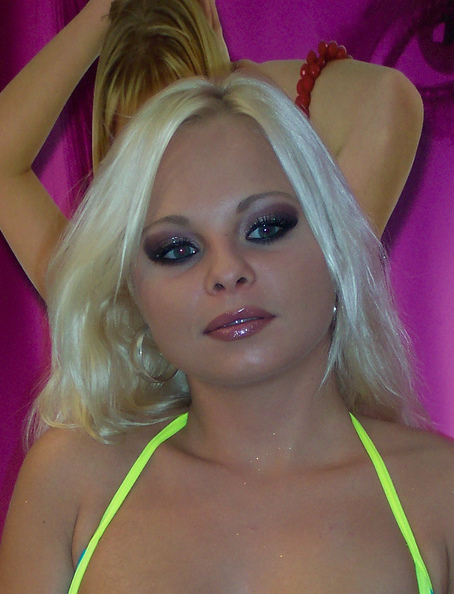
Sharka Blue al FICEB d'octubre de 2006

| Millor pel·lícula espanyola 100% sexe  | Serial Fucker 6                                               | Tú descarga delante y yo descargo detrás     | Ibiza Sex Party                              | Nick Follando Españolas           |
| Millor director                        | Fred Coppula - Fuck Club                                      | James Avalon - La mansión del placer         | Mario Salieri - La Viuda De La Camorra       | Hervé Bodilis - Casino - No Limit |
| Millor director espanyol               |                                                               | Pepe Catman - Mantis                         | Narcís Bosch - Hot Rats 2                    | Roberto Valtueña - Mundo Perro    |
| Millor actor                           | Roberto Malone - Sex mistere                                  | Nacho Vidal - Back 2 Evil 2                  | Rocco Siffredi - Fashionistas Safado         | Mick Blue - The Resolution        |
| Millor actriu                          | Katsuni - Who fucked Rocco?                                   | Mya Diamond - Sex Angels 2                   | Katsuni - French Connection                  | Nina Roberts - Casino - No Limit  |
| Millor actor espanyol                  | Max Cortés - A Través de la Ventana                           | Ramón Nomar - Mantis                         | Roberto Chivas - Mi Padre                    | Samuel Soler - The Game           |
| Millor actriu espanyola                | Claudia Claire - A través de la ventana                       | Sonia Baby - Mantis                          | Mónica Vera - Talion                         | Salma de Nora - The Resolution    |
| Millor actor de repartiment            | Don Fernando - Salieri Airlines                               | Randy Spears - La mansión del placer         | Roberto Malone - Mi Padre                    | Oliver Sanchez - The Resolution   |
| Millor actriu de repartiment           | Sharka Blue - Sex mistere                                     | Julie Silver - Thrill Kill                   | Rebeca Linares - Iodine Girl                 | Tarra White - Wild Waves          |
| Millor actor de repartiment espanyol   |                                                               | Carlos Darío - Chupitos de semen             | Andrea Moranty - La Obsexión                 | Paco Roca - Mundo Perro           |
| Millor actriu de repartiment espanyola | Dunia Montenegro - Who fucked Rocco?                          | Natalia Z - The Gift                         | Dunia Montenegro - Talion                    | Dunia Montenegro - The Resolution |
| Millor starlette                       | Angel Dark - Planet Silver: beautiful girls, beautiful breast | Milly Jay - Las perversiones de Silvia Saint | Divinity Love - Xcalibur: The Lords Of Sex 1 | Lucky - Ibiza Sex Party 5         |
| Millor starlette espanyola             | Lucía Lapiedra - La santidad del mal                          |                                              | Sandra G - Mi Padre                          | Bianca Jebi - Sex 4 Rooms 3       |
| Reina del FICEB                        |                                                               | Monica Vera                                  |                                              |                                   |
| (Públic) Millor actor                  | Tom Byron                                                     | Tom Byron                                    | Max Cortés                                   | Nacho Vidal                       |
| (Públic) Millor actriu                 | Silvia Saint                                                  | Gina Lynn                                    | Lady May                                     | Anastasia Mayo                    |
| (Public) Millor director               | Pierre Woodman                                                | Giancarlo Candiano                           | Pierre Woodman                               |                                   |
| (Públic) Carrera vital                 | Marc Dorcel                                                   | Nina Hartley                                 | Sophie Evans                                 | Mario Salieri                     |

## Premis de 2013
- Millor actor de l'any - Rob Diesel[51]
- Millor actriu de l'any - Gigi Love[51]

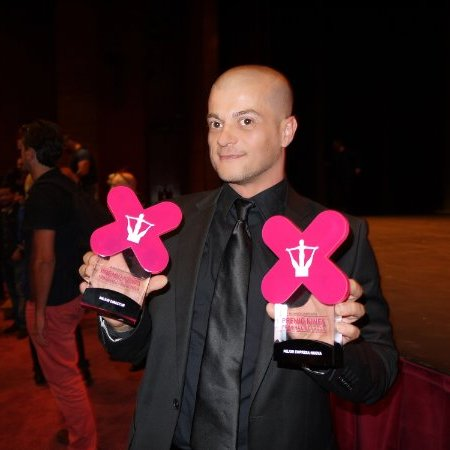
Premis de Roberto Chivas al FICEB 2013

- Millor actor de l'any en vídeos de temàtica gai - Martín Mazza[51]
- Millor actriu revelació - Noemilk[51]
- Millor web personal d'artista porno - zazelparadise.com[51]
- Millor webcamer de l'any - Carolina Abril[51]
- Millor empresa de contingut porno de l'any - Actrices del Porno[51]
- Millor nova empresa de contingut porno de l'any - Explicital[51]
- Millor web de contingut per adults - actricesdelpono.com[51]
- Millor sponsor - FA Webmasters[51]
- Millor director de l'any - Roberto Chivas[51]
- Millor editor de vídeo - Irina Vega[51]
- Millor contingut mèdia d'adults - Estrellas del Porno[51]
- Millor sèrie de l'any - La Mansión de Nacho Vidal (Actrices del Porno)[51]
- Millor sèrie amateur de l'any - Arnaldo Series (Fakings)[51]
- Millor empresa internacional de contingut per a adults - Brazzers[51]
- Premi Honorífic atorgat per l'Organització - Torbe[51]
- Premi especial del Barcelona Erotic Show Klic-Klic - Katya Sambuca[51]
- Millor actriu escollida pel públic - Amanda X[51]
- Millor actor escollit pel públic - Rafa García[51]
- Millor lloc web espanyol de contingut per a adults escollit pel públic - MiFacePorno.com[51]

## Guanyadors de 2014
- Millor actor de l'any - David El Moreno[52]
- Millor actriu de l'any - Amarna Miller[52]
- Millor actor en pel·lícules de temàtica gai - Alejandro Magno[52]
- Millor actriu revelació - Daytona X[52]
- Millor actor novell - Juan Lucho[52]
- Millor director - Raúl Lora[52]
- Millor empresa de contingut pornogràfic - Actrices del Porno[52]
- Millor web personal d'artista porno - norabarcelona.com[52]
- Millor empresa de contingut porno gai - LocuraGay[52]
- Millor web de contingut per adults - actricesdelporno.com[52]
- Millor Webcamer - Silvia Rubí[52]
- Millor contingut mèdia d'adults - Conrad Son Show[52]
- Millor escena gai - El Masajista (LocuraGay)[52]
- Millor sèrie - Anal Divas by Franceska Jaimes (ADP)[52]
- Millor escena BDSM - Light VS Hard (Red Devil X)[52]
- Millor sèrie temàtica amateur - Cástings Porno (ZasXXX)[52]
- Millor empresa internacional de contingut per a adults - Brazzers[52]
- Millor actriu escollida pel públic - Carolina Abril[52]
- Millor actor escollit pel públic - Nacho Vidal[52]
- Millor Website escollit pel públic - putalocura.com[52]
- Millor actor gai escollit pel públic - Antonio Miracle[52]
- Premi honorífic de l'organització - Max Cortés[52]
- Premi Especial - Bonnie Rotten[52]